# Achoris
Achoris (Maatchnumra Setepenchnum Hakor, 392/391-379 v.C.) was een farao van de 29e dynastie.

## Biografie
Achoris was een farao in een roerige tijd, hij volgde zijn voorganger op Nepherites I in 392 / 391 voor Christus. Een andere verwant van Nepherites, Psammuthis, vocht zijn recht op het koningschap aan en verdreef Achoris, maar na een jaar was Achoris weer in staat om zijn troon op te eisen, hij verdreef Psammuthis en werd alleenheerser.
Achoris werd in zijn tijd als een wijze farao gezien nadat het bondgenootschap met de Griekse stad Sparta(met als koning Agesilaus), waarmee ze tegen de Perzen hadden gevochten, ten einde liep, zo verstandig was om niet een maar twee nieuwe bondgenootschappen te sluiten.
Het eerste bondgenootschap was met Euragoras, de verbannen koning van Salamis. Achoris bracht deze koning terug naar Cyprus (387 v.C.)waar hij regeerde als 'onderkoning' van Egypte.
Het tweede bondgenootschap werd gesloten in 389 v.C. met de stadstaat Athene.
De bedoeling van deze bondgenootschappen was het verwerven van de controle over de Oostelijke Middellandse Zee en het veilig stellen van Egypte tegen een Perzische aanval, een voortdurende dreiging in die tijd.
In 385 en 383 v.C. vielen Perzische legers o.l.v. de generaals Pharnabazus en Tithraustes Egypte binnen, maar ze werden tot staan gebracht door de verenigde Atheense en Egyptische legers o.l.v. de Atheense generaal Chabrias. Deze overwinning luidde voor Egypte een gouden 40 jaar aan.
Koning Achoris was ook verantwoordelijk voor het laten slaan van de eerste Egyptische munten en diverse grote bouwprojecten, o.a. in Saqqara en Memphis.